# Hallucinogène
 (janvier 2011).
Si vous disposez d'ouvrages ou d'articles de référence ou si vous connaissez des sites web de qualité traitant du thème abordé ici, merci de compléter l'article en donnant les références utiles à sa vérifiabilité et en les liant à la section « Notes et références ».

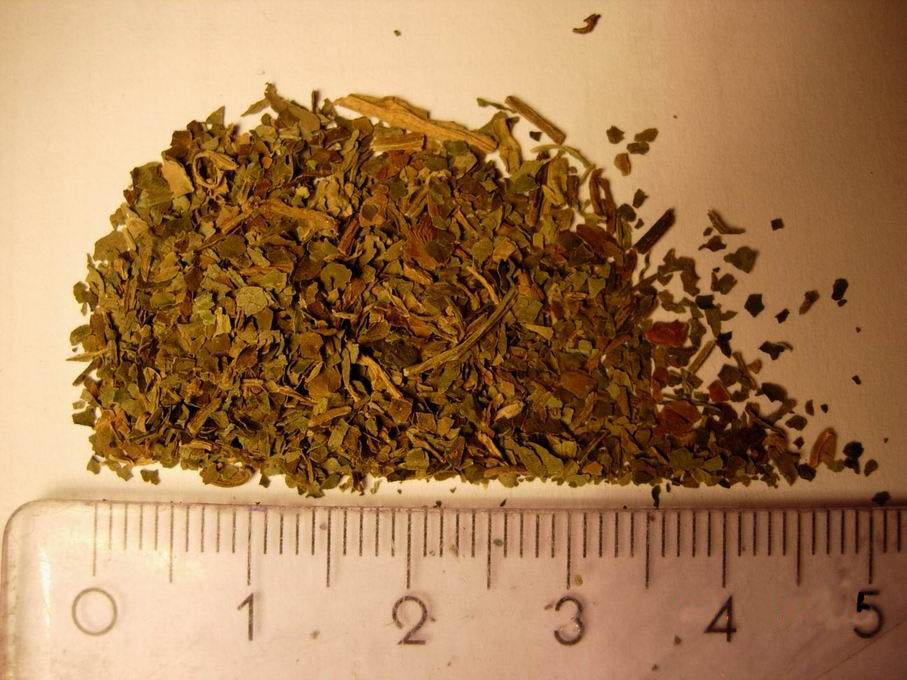
Extrait de Salvia Divinorum. Fumée, cette plante entraîne de puissantes hallucinations.

Un hallucinogène est une substance chimique psychotrope qui induit des hallucinations, soit, aux doses usuelles, des altérations des perceptions, de la cohérence de la pensée et de la régularité de l'humeur, mais sans causer de confusion mentale persistante ou de troubles de la mémoire. Cet état, appelé état modifié de conscience par certains usagers, peut  être atteint par une démarche spirituelle, la méditation ou à travers l'art.
Malgré la variété de leurs modes d'action et de leurs structures chimiques, les hallucinogènes sont rassemblés dans une seule catégorie dans la plupart des classifications des psychotropes. Il s'ensuit  que leurs caractéristiques diffèrent selon la classification utilisée, selon que les critères employés concernent leurs effets subjectifs, leurs mécanismes pharmacologiques ou encore leurs aspects légaux. En raison de l'allure de leur effet, ils sont aussi décrits et désignés comme des perturbateurs du système nerveux central. Les effets des hallucinogènes sont clairement différents de ceux des stimulants comme la cocaïne ou de la méthamphétamine, bien qu'ils augmentent aussi la vigilance ou l'activité.
La plupart des hallucinogènes appartiennent à des familles de molécules ayant des structures chimiques particulières, capables d'agir sur des sites spécifiques du cerveau tels que les récepteurs des neurotransmetteurs et leurs transporteurs, tout comme les psychotropes prescrits légalement. C'est ainsi qu'ils peuvent modifier qualitativement la perception, la pensée et l'émotion.

## Histoire

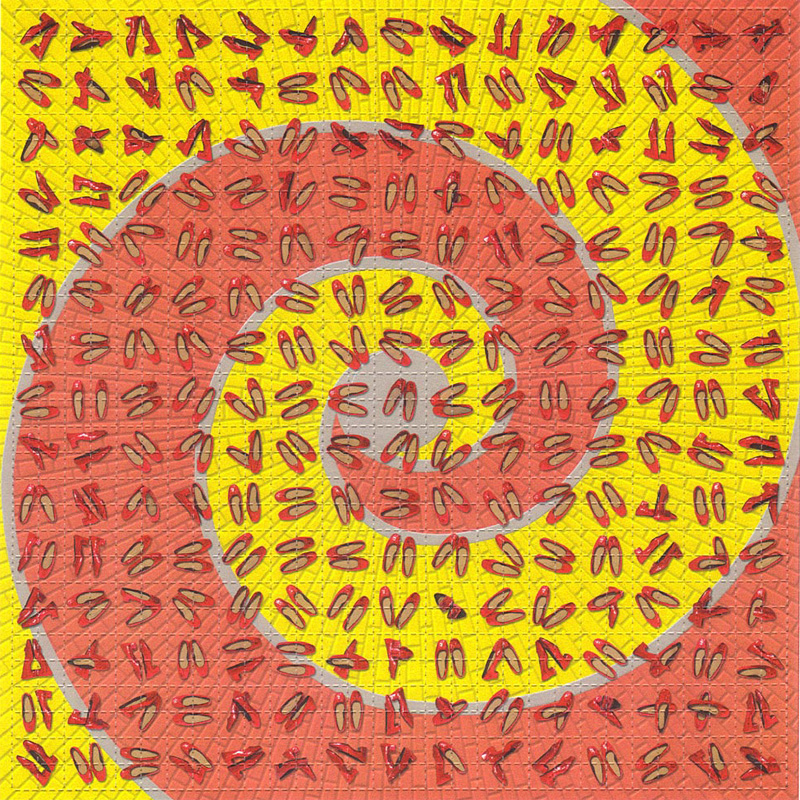
Carrés pré-découpés de papier buvard contenant du LSD. Associé au mouvement hippie dans les années 1960, il reste l'un des hallucinogènes les plus consommés, avec des millions d'utilisateurs dans le monde.

Historiquement, certaines de ces substances connaissent des utilisations rituelles ancestrales dont certaines ont survécu jusqu'à nos jours via notamment le chamanisme et certains cultes (l'ayahuasca par exemple). Leurs usages rituels sont variés : objet de culte, divinatoire, curatif, rituel de passage, initiation, transe, communication avec un autre monde, cérémonie avec fonction sociale. C'est à ce type d'usage que s'adresse le terme enthéogène. Il existe de nombreuses preuves de l'usage de ces substances dans les civilisations antiques et c'est l'apparition des grandes religions monothéistes qui est responsable de la disparition de ces usages qu'elles désignaient comme incarnant le mal.
Malgré leur aspect ancestral, la société occidentale moderne ne s'est véritablement intéressée à ces substances qu'au tout début du XXe siècle et surtout après la découverte du LSD et la révolution culturelle qui lui fut contemporaine.
Ces substances furent alors testées principalement dans des buts thérapeutiques notamment lors de psychothérapies. Leur usage dans des buts militaires fut aussi l'objet de recherches commanditées par des instances officielles comme la CIA (projet MK-Ultra) mais n'obtint jamais les résultats escomptés.
Leur popularité croissante conduira à leur interdiction et la plupart de ces substances sont aujourd'hui illégales, même si certaines exceptions persistent pour usage religieux.
Il existe actuellement un renouveau de la recherche scientifique et médicale dans les pays occidentaux (États-Unis, Israël, Suisse, Espagne), de nombreuses études expérimentales ayant désormais démontré l'utilisation possibles de certains hallucinogènes dans des indications médicales et spirituelles.
Les hallucinogènes sont essentiellement des éléments végétaux ou des alcaloïdes qui en sont extraits ; des produits de synthèse et exceptionnellement des substances d'origine animale type venin.

## Usages thérapeutiques
Les substances ayant un caractère hallucinogène sont souvent employées en médecine, principalement pour les effets physiques (anesthésie, par exemple) que certaines d'entre elles peuvent induire, mais jamais (ou très rarement) dans un but hallucinatoire. Les hallucinations sont donc évitées au moyen de faibles dosages, ou d'autres substances associées pour contrer ces effets.
- La classe des hallucinogènes dissociatifs est très utilisée en médecine humaine et vétérinaire, mais à hauts dosages ils sont la plupart du temps associés à un sédatif (souvent de type benzodiazépine) pour éviter la survenue d'hallucinations.
- De même, les substances à activité anticholinergique, qui sont classées dans le groupe des hallucinogènes délirants, sont largement employées en médecine, mais à des doses très inférieures aux doses psychotropes.
- Enfin, les hallucinogènes psychédéliques ne sont de nos jours pas utilisés en médecine, à de très rares exceptions près[3],[4]. En psychiatrie, les usages thérapeutiques des psychédéliques ont été etudiés dans les années 50 avant d'être interdit. Ils connaissent un important regain d'intérêt depuis une bonne dizaine d'années. Les thérapies assistées par psychédélique sont autorisées dans plusieurs pays, comme l'Espagne, la Suisse, ou les Pays-Bas. Elles sont prometteuses pour la prise en charge des psycho-traumas simples ou complexes[réf. nécessaire].

### Précautions
Un protocole d'administration des hallucinogènes a été mis en place par une unité spécialisée du Centre Johns-Hopkins de l'Université Johns-Hopkins.

## Classification selon les effets cliniques
Comme tout psychotrope, les hallucinogènes altèrent l'homéostasie du système nerveux central en agissant sur les concentrations en neuromédiateurs : acétylcholine, dopamine, noradrénaline, sérotonine…
En s'attachant prioritairement aux allures des hallucinations produites en rapport avec le mode d'action, il a été dégagé trois classes d'hallucinogènes : les délirants, les dissociatifs et les psychédéliques. Bien sûr, la parenté des structures chimiques induit une proximité des modes d'action.
Comparant les effets des hallucinogènes délirants et des hallucinogènes psychédéliques, Martin Fortier affirme que leurs différences en termes de mode d'action neurochimique (les délirants sont anti-cholinergiques et les psychédéliques sont sérotoninergiques) se traduisent par des différences cliniques importantes. Il existe donc un recoupement important entre la neurochimie des hallucinogènes et leurs effets cliniques et subjectifs.

### Hallucinogènes délirants

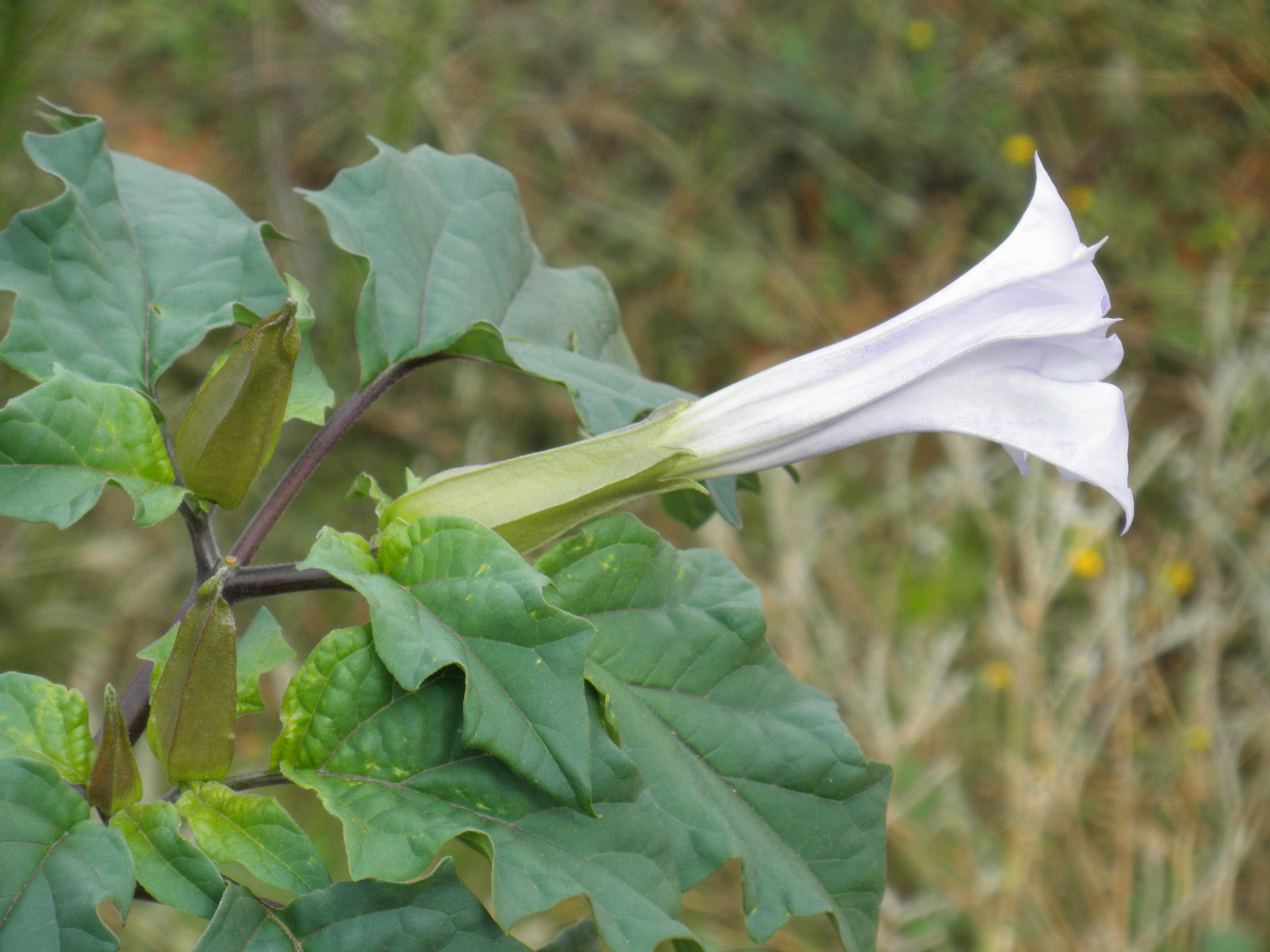
Datura stramonium, une plante de la classe des hallucinogènes délirants.

Les hallucinogènes de ce type sont des anticholinergiques et leurs effets peuvent être apparentés au somnambulisme. Ils ne créent pas de pharmacodépendance. Les alcaloïdes des daturas appartiennent à ce groupe.
Ils induisent de véritables hallucinations et non seulement des illusions, les effets secondaires sont notamment la déshydratation et une dilatation de la pupille (mydriase).
Ils sont hautement toxiques et présentent des risques de surdosage.
Leur classement les divise en :
- tropanes :
  - atropine,
  - scopolamine,
  - hyoscyamine,
  - benzilate de 3-quinuclidinyle ;
- antihistaminiques :
  - diphénhydramine,
  - dimenhydrinate,
  - cyclizine,
  - trihexyphénidyle.

### Hallucinogènes dissociatifs

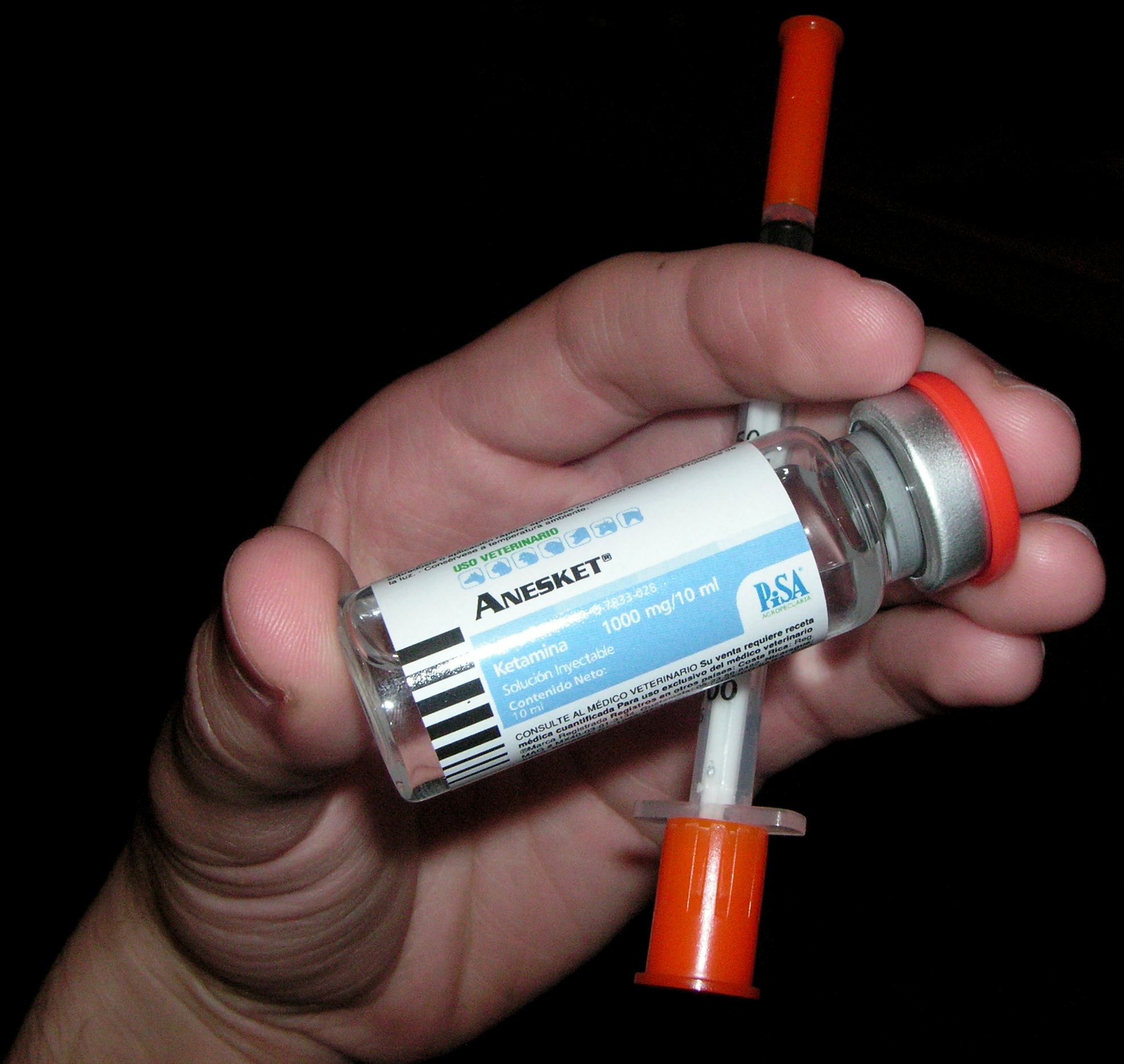
Flacon de kétamine, un anesthésiant détourné comme hallucinogène dissociatif.

Beaucoup d'hallucinogènes dissociatifs ont un effet dépresseur sur le système nerveux central et peuvent conduire au décès par dépression respiratoire en cas de surdose. Les effets sont généralement marqués par une sensation de décorporation[réf. nécessaire] (sensation de sortir de son corps) et une analgésie.
Certains sont susceptibles de provoquer une pharmacodépendance.
Classement pharmacologique :
- Antagonistes des récepteurs ionotropes du glutamate NMDA (acide N-méthyl-D-aspartique) et ligands du sigma 1 :
  - dextrométhorphane (DXM)
  - kétamine
  - méthoxétamine (MXE)
  - phéncyclidine (PCP)
  - 4-MeO-PCP (methoxydine)
  - 3-MeO-PCP (memocyclidine)
  - éticylidine (PCE)
  - 3-MeO-PCE (methoxieticyclidine)
  - 2'-Oxo-PCE (éticyclidone)
  - deschlorokétamine (2'-Oxo-PCM)
  - diphenedine
  - methoxphenidine
  - ephenidine
  - ibogaïne (également classée comme psychédélique)
- Agonistes des récepteurs opioïde kappa
  - salvinorine A (origine végétale), le principe actif de la Salvia divinorum
- Agonistes des récepteurs GABAA
  - muscimole
- Divers (gaz)
  - protoxyde d'azote

### Hallucinogènes psychédéliques

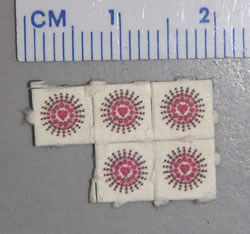
Carrés de papier buvard contenant de la DOB, un hallucinogène psychédélique synthétisé en 1967 par Alexander Shulgin.

Un hallucinogène psychédélique n'induit pas de pharmacodépendance, mais provoque des modifications de l'humeur, de la pensée et de la perception qui ne se rencontrent habituellement que dans des états comme les rêves, la transe ou la méditation.
C'est un terme aussi utilisé aux États-Unis pour désigner les hallucinogènes.
Plusieurs sont des agonistes des récepteurs de la sérotonine 5-HT2A (LSD, mescaline). D'autres cibles moléculaires incluent la monoamine oxydase, les récepteurs des endocannabinoïdes (THC du cannabis), des catécholamines.
Certaines classifications incluent les empathogènes (tels que la MDMA (ecstasy), qui est aussi un stimulant) dans les psychédéliques, bien qu'ils puissent induire une forme de dépendance.

## Classification des hallucinogènes par structure chimique
D'un point de vue structurel, il est possible de les répartir en plusieurs groupes, notamment :
- les phényléthylamines, aux effets particulièrement variés, leur classification est difficile selon ce critère. (contient par exemple mescaline, ecstasy) ;
- les dérivés indoliques :
  - les dérivés de la tryptamine (contient par exemple DMT, psilocybine, ibogaïne) ;
  - les dérivés de l'acide lysergique (contient par exemple LSD, 1P-LSD, LSA) ;
- les arylcyclohexylamines (contient par exemple kétamine, PCP) ;
- les hallucinogènes à structures diverses (contient par exemple salvinorine A).

| Classe - mode d'action                                                | Sous-classe                   | Origine                  | Substance |
| --------------------------------------------------------------------- | ----------------------------- | ------------------------ | --- |
| Arylcyclohexylamines - antagonistes des récepteurs NMDA               |                               | Synthétique              | - kétamine, N-éthylnorkétamine - méthoxétamine (MXE) - phéncyclidine (PCP), 3-MeO-PCP, 4-MeO-PCP - tilétamine |
| Cannabinoïdes - agonistes des récepteurs CB1                          |                               | Naturelle                | - tétrahydrocannabinol (THC) |
| Cannabinoïdes - agonistes des récepteurs CB1                          |                               | Synthétique              | - AM-2201 - dronabinol - JWH-018 - nabilone |
|                                                                       |                               | Naturelle et synthétique | - protoxyde d'azote (gaz hilarant) |
| Dérivés indoliques - agonistes des récepteurs sérotoninergiques 5-HT2 | Dérivés de l'acide lysergique | Naturelle                | - LSA (ergine) |
| Dérivés indoliques - agonistes des récepteurs sérotoninergiques 5-HT2 | Dérivés de l'acide lysergique | Synthétique              | - LSD, ALD-52, AL-LAD, ETH-LAD, 1P-LSD, PRO-LAD - LSM-775 - LSZ |
| Dérivés indoliques - agonistes des récepteurs sérotoninergiques 5-HT2 | Tryptamines                   | Naturelle                | - DMT, bufoténine, psilocine, psilocybine, 5-MeO-DMT - ibogaïne |
| Dérivés indoliques - agonistes des récepteurs sérotoninergiques 5-HT2 | Tryptamines                   | Synthétique              | - DET, 4-HO-DET - DiPT, 4-HO-DiPT - 2,alpha-DMT, 2-Me-DMT, 5-MeS-DMT - DPT - alpha-ET - 4-HO-MET - MiPT, 4-HO-MiPT, 4-MeO-MiPT, 5-MeO-MiPT - 4-HO-MPT - alpha-MT - alpha,N,O-TMS - 5-MeO-TMT                                                                                              |
| Phényléthylamines - agonistes des récepteurs sérotoninergiques 5-HT2  |                               | Naturelle                | - mescaline |
| Phényléthylamines - agonistes des récepteurs sérotoninergiques 5-HT2  |                               | Synthétique              | - bromo-DragonFly (BDF) - 2C-B, 2C-B-FLY, 2C-BCB, 2C-B-NBOMe - 2C-C, 2C-C-NBOMe - 2C-D, 2C-D-NBOMe - 2C-E, 2C-E-NBOMe - 2C-G, 2C-G-3, 2C-G-5, 2C-G-N - 2C-I, 2C-I-NBOMe - 2C-N - 2C-P - 2C-T, 2C-T-2, 2C-T-4, psi-2C-T-4, 2C-T-7, 2C-T-8, 2C-T-9, 2C-T-13, 2C-T-21 - 2C-TFM, 2C-TFM-NBOMe |
| Phényléthylamines - agonistes des récepteurs sérotoninergiques 5-HT2  | Amphétamines                  | Synthétique              | - Aleph (DOT), Aleph-2, Aleph-4, Aleph-6, Aleph-7 - DOB - DOC - DO-EF - DO-ET - DOI - DOM, psi-DOM - DON - DOPR - MDA, MDEA, MDMA (ecstasy) |
| Terpénoïdes - agonistes des récepteurs opioïdes kappa                 |                               | Naturelle                | - salvinorine A |
| Autres - antagonistes des récepteurs cholinergiques                   |                               | Naturelle                | - atropine, hyoscyamine, scopolamine |
| Autres - antagonistes des récepteurs cholinergiques                   |                               | Synthétique              | - benzilate de 3-quinuclidinyle - bipéridène - diphénhydramine, diménhydrinate - doxylamine - trihexyphénidyle |
| Autres - agonistes des récepteurs GABAA                               |                               | Naturelle                | - muscimole |
| Autres                                                                |                               | Synthétique              | - dextrométhorphane (DXM) |

## Classifications fondées sur les expériences subjectives
L'expérience hallucinogène peut être extrêmement variable selon le dosage du produit, l'environnement et la nature de l'individu.
Dans les années 1960 des classifications de ces expériences ont été proposées.

La principale distingue quatre types d'expériences :
- expérience de psychose, assimilée au bad trip décrit par les usagers, expérience de peur et d'angoisse avec possibilité de tentative de suicide ;
- expérience cognitive, sensation de lucidité extrême de la pensée ;
- expérience esthétique, avec modifications des perceptions sensorielles, illusions voire hallucinations ;
- expérience psychodynamique, revivance de souvenirs oubliés, expérience souvent traumatisante pouvant aboutir à une tentative de suicide ou à une décompensation psychotique.

Une autre classification des psychiatres américains Robert E. L. Masters et Jean Houston en 1966 propose aussi quatre niveaux d'expériences :
- niveau sensoriel, le premier stade de l'intoxication aux hallucinogènes, sensation de modification corporelle, distorsions spatiales, visions colorées ;
- niveau de rappel des souvenirs, forte introspection parfois accompagnée de sensations de mort et de renaissance ;
- niveau de symbolisation, le matériel psychique élaboré lors du rappel de souvenirs est interprété par le psychisme, perception métaphorique sur les thèmes récurrents à l'humanité : la création, Dieu, le paradis, etc.
- niveau intégral, expérience d'une « illumination », ou d'un sentiment d'auto-transformation fondamentale et positive. Ce type d'expérience est jugé exceptionnel (5 % des usagers de LSD selon Masters et Houston) et ne s'attache à aucune élaboration symbolique ou délirante.

## Difficultés terminologiques
Les termes hallucinogène et psychédélique ont été proposés par les psychiatres Humphry Osmond, Abram Hoffer et John R. Smythies en 1954.
Il est courant que l'on assimile à tort toute substance provoquant un épisode hallucinatoire - même si cela n'est pas son effet principal - aux hallucinogènes. De même, des produits induisant une perte totale de contact avec la réalité, malgré la présence concomitante d'hallucinations, ne sont pas des hallucinogènes au sens pharmacologique strict.
Ces confusions sont particulièrement critiquées par les chercheurs en ethnobotanique, qui reprochent à ce terme d'associer systématiquement l'idée d'hallucinations aux substances qu'ils étudient et aux populations qui les utilisent, alors que les véritables hallucinations ne sont provoquées que par une faible portion de ces produits. En outre, les témoignages des utilisateurs indiquent que la nature des hallucinations varie selon la substance.
Il convient par conséquent de bien différencier l'usage courant du terme (« favorisant des hallucinations ») et le sens pharmacologique (terminologie). Pourtant, même chez les chercheurs et les cliniciens, le terme « hallucinogène » est souvent employé comme synonyme pour la classe pharmacologique des psychédéliques ou psychodysleptiques.

### Propositions de termes spécifiques
De nombreux termes ont été proposés pour préciser les effets des hallucinogènes et ainsi les classifier : « délirogène », « enivrant », « hypnotique », « lucidogène » (qui génère la lucidité), « mysticomimétique » (qui simule le mysticisme), « phanérothyme » (âme ouverte à la vue), « phantastica » (utilisé par Louis Lewin en 1924 dans sa monographie du même nom), « psychostimulant », « psychotogène » (qui génère les psychoses), « schizogène » (qui génère une rupture), « stupéfiant »…
Quelques termes ont émergé :
- « Psychotomimétique » signifie « qui simule les psychoses » ; ce terme a été retenu par l'OMS qui le définit comme « un agent chimique qui induit des changements de la perception, de la pensée, et du jugement proches de ceux observés dans les psychoses sans induire une atteinte définitive de la mémoire et de l'orientation caractéristiques des syndromes organiques[réf. souhaitée]. »
Selon certains auteurs, les psychotomimétiques induisent une stimulation psychomotrice et des effets hallucinogènes qui sont dose-dépendants. Ils y classent par exemple la MDMA (ecstasy), la PCP, le dextrométhorphane (DXM), et la kétamine[10].
- « Psychodysleptique » décrit un psychotrope qui modifie l'état de conscience, l'humeur, l'activité intellectuelle ainsi que le contact avec le monde extérieur et qui provoque parfois des hallucinations.
Ce terme est introduit en 1959 par Jean Delay et Pierre Deniker dans leur classification.
Certains auteurs considèrent « psychodysleptique » comme synonyme d'« hallucinogène ». Toutefois, « psychodysleptique » est un terme plus général qu'« hallucinogène » ; il désigne tout perturbateur du système nerveux central. Il peut ainsi s'agir de solvants, l'alcool, les dérivés du cannabis, et non uniquement des hallucinogènes.
- « Enthéogène » signifiant « qui génère la foi », ou plus précisément, « qui génère le sens d'être rempli ou possédé par une divinité ». Ce terme est surtout utilisé par l'ethnobotanique et doit plus être compris comme un mode d'utilisation que comme un effet potentiel, chacune de ces drogues pouvant entrer dans les catégories précédentes ou suivantes indépendamment les unes des autres. En effet, les substances désignées sous ce nom connaissent une utilisation rituelle susceptible — de par la récurrence des témoignages — d'induire une expérience mystique. Certains auteurs préfèrent ce terme à celui d'hallucinogène et tendent à regrouper la plupart de ces substances sous ce terme, y compris celles ne connaissant pas d'usage rituel. Des plantes comme l'Iboga, arbuste utilisé par les Pygmées lors de la cérémonie du Bwiti, la Salvia divinorum (sauge des devins) ou encore les champignons hallucinogènes tels que les Amanites Tue-Mouches, utilisés par les peuples du grand nord (Sibérie…) sont à classer parmi ces drogues rituelles.
- « Empathogène et entactogène » : ces termes sont des synonymes parfaits désignant une classe d'hallucinogènes qui provoquent une libération de la sérotonine et qui sont des phényléthylamines. Leurs étymologies diffèrent cependant : « empathogène » signifie « qui génère l'empathie », terme créé en 1983 par Ralph Metzner ; « entactogène » signifie « qui facilite le contact », terme créé en 1986 par David E. Nichols et Alexander Shulgin comme alternative à « empathogène » à qui ils reprochaient l'association éventuelle avec la racine pathos. La  MDMA (ecstasy) est l'empathogène le plus connu et le plus consommé, mais on peut citer également la  MDA, la MDEA, la  MDMC (méthylone) et la  4-MMC (méphédrone).